# Tammy Isbell
Tammy Isbell es una actriz canadiense, más conocida por haber interpretado a Rose Bernini en la serie Paradise Falls y a Linda Cooper en la serie Overruled!.

## Biografía
En mayo de 2000 se casó con el actor canadiense Peter Outerbridge, con quien tiene gemelos, Thomas y Samuel Outerbridge (2004).

## Carrera
En junio de 2001, se unió al elenco principal de la serie Paradise Falls, donde dio vida a Rose Bernini hasta el final de la serie en 2008. En 2009 dio vida a Linda Cooper en la serie Overruled! hasta el final de la serie en 2010.
En 2015 se unió al elenco de la segunda temporada de la serie Bitten, donde interpretó a la bruja Ruth Winterbourne hasta el final de la segunda temporada.

## Filmografía

### Series de televisión
| Año         | Título                        | Personaje            | Notas                                 |
| ----------- | ----------------------------- | -------------------- | ------------------------------------- |
| 2015        | Bitten                        | Ruth Winterbourne    | 8 episodios                           |
| 2014        | Haven                         | Eve                  | episodio "Morbidity"                  |
| 2013        | Saving Hope                   | Madre de Emma        | episodio "Little Piggies"             |
| 2012        | The L.A. Complex              | Alison Woodridge     | 2 episodios                           |
| 2012        | Rookie Blue                   | Eva                  | episodio "Messy Houses"               |
| 2012        | Suits                         | Lesley Beckman       | episodio "She Knows"                  |
| 2011        | Nikita                        | Katherine            | episodio "Clawback"                   |
| 2011        | Flashpoint                    | Grace Bell           | episodio "The War Within"             |
| 2011        | Breakout Kings                | Meridith Ramsey      | episodio "Out of the Mouths of Babes" |
| 2011        | Good Dog                      | Doctora Kleid        | episodio "Under the Knife"            |
| 2011        | Murdoch Mysteries             | Laetecia Abbot       | episodio "Buffalo Shuffle"            |
| 2010        | Being Erica                   | Cassandra Giacomelli | episodio "Fa La Erica"                |
| 2009 - 2010 | Overruled!                    | Linda Cooper         | 29 episodios                          |
| 2010        | Republic of Doyle             | Catherine Walsh      | episodio "The Tell-Tale Safe"         |
| 2008        | Heartland                     | Jess Wells           | 3 episodios                           |
| 2001 - 2008 | Paradise Falls                | Rose Bernini         | 104 episodios                         |
| 2006        | ReGenesis                     | Lydia Sandtsrom      | 2 episodios                           |
| 2006        | Puppets Who Kill              | Muker Maldecida      | episodio "Dan and the Garden Shears"  |
| 2006        | 1-800-Missing                 | Thea Segalis         | 5 episodios                           |
| 2005        | The Murdoch Mysteries         | Lily                 | episodio "Under the Dragon's Tail"    |
| 2005        | This Is Wonderland            | Shauna               | episodio # 2.13                       |
| 2002        | The Eleventh Hour             | Cheryl Pittis        | episodio "I'm Mad as Hell"            |
| 2001        | Doc                           | -                    | episodio "First Impressions"          |
| 1996        | Kung Fu: The Legend Continues | Sandra               | episodio "A Shaolin Treasure"         |
| 1995        | The Outer Limits              | Judy Hudson          | episodio "The New Breed"              |

### Películas
| Año  | Título      | Personaje | Notas |
| ---- | ----------- | --------- | --- |
| 2009 | The Armoire | Gwen      | corto - junto a William Cuddy, Penelope Corrin, David Keeley, Dennis James, Maggie Huculak & Lois McDonald |

## Premios y nominaciones
| Año  | Categoría                                                            | Premio       | Serie          | Resultado |
| ---- | -------------------------------------------------------------------- | ------------ | -------------- | --------- |
| 2005 | Best Performance by an Actress in a Continuing Leading Dramatic Role | Gemini Award | Paradise Falls | Nominada  |